# Santa María del Campo
Santa María del Campo est une commune d'Espagne dans la communauté autonome de Castille-et-León, province de Burgos. Elle s'étend sur 60,32 km2 et comptait environ 629 habitants en 2011.